# 陈阿大
陈阿大（1942年5月—2004年），浙江省绍兴县陶南乡人。
1958年，陈阿大成为上海中华造船厂工人。1961年夏参军入伍，1965年春复员，成为上海良工阀门厂工人。1966年1月加入中国共青团。是“工总司”发起人之一，任上海市革命委员会常委、工交组负责人，市总工会副主任。是中共上海市委列席常委、全国四届人大常委。1968年加入中国共产党，是中共九大、十大代表。1976年10月后被隔离审查，1982年被判有期徒刑16年，剥夺政治权利3年。刑满释放后退休。2004年去世，享年62岁。

## 家庭
父亲陈七二，双胞胎弟弟陈阿二，另有一个妹妹和两小弟弟。